# Vicent Martínez Català
Vicent Martínez Català (Manises, 31 de desembre de 1916 - Manises, 20 de maig de 1965) fou un futbolista valencià de les dècades de 1930 i 1940.

## Trajectòria
Davanter centre que de ben jove començà a destacar a les files del Llevant FC, on jugà entre 1932 i 1937, guanyant la Copa de l'Espanya Lliure aquest darrer any. El 1936 havia fitxat pel València CF, club amb el qual arribà a disputar dos partits amistosos, però la Guerra Civil espanyola estroncà el fitxatge. Fou fitxat pel RCD Espanyol el 1938, romanent al club fins al 1941, proclamant-se campió de Copa d'Espanya el 1940. Entre 1941 i 1943 jugà al Reial Saragossa, assolint un ascens a Primera, i retornant a l'Espanyol la campanya 1943-44. Posteriorment retornà al Llevant UE, on jugà quatre temporades més, acabant la seva carrera a CE Alcoià, Elx CF, UD Melilla i Manises CF, club on s'havia format.
Jugà dos partits amb la selecció catalana de futbol l'any 1941, en els quals marcà tres gols.
Fou entrenador del Manises CF el 1957, amb qui assolí l'ascens a Tercera Divisió. El camp de futbol de Manises porta el seu nom. A més ha estat nomenat fill predilecte de la ciutat.